# Loldiers of Odin
Loldiers of Odin er en finsk aktivistgruppe, hvis medlemmer klæder sig ud som klovne og parodierer den højreorienterede og invandrerfjendske gruppe Soldiers of Odin. Gruppen viste sig for første gang på gaderne i Tampere i januar 2016, hvor de dansede og sang ved siden af patruljerende Soldiers of Odin. Senere samme måned blev to medlemmer arresteret for at forstyrre en demonstration mod indvandring ved navn "Luk grænserne".
To medlemmer blev kendt skyldige i mindre lovovertrædelser: De fik bøder for at begå ikke-voldelige lovovertrædelser, såsom ulydighed overfor politiet og en ulovlig trussel mod en politiker.